# Washington Mystics 1999
La stagione 1999 delle Washington Mystics fu la 2ª nella WNBA per la franchigia.
Le Washington Mystics arrivarono quinte nella Eastern Conference con un record di 12-20, non qualificandosi per i play-off.

## Roster
| N° | Naz.                   | Ruolo | Sportivo           | Anno | Alt. | Peso |
| -- | ---------------------- | ----- | ------------------ | ---- | ---- | ---- |
| 00 | Stati Uniti (bandiera) | AC    | Nyree Roberts      | 1976 | 191  | 95   |
| 2  | Stati Uniti (bandiera) | A     | Monica Maxwell     | 1976 | 175  | 70   |
| 3  | Stati Uniti (bandiera) | C     | Shalonda Enis      | 1974 | 185  | 86   |
| 10 | Stati Uniti (bandiera) | A     | Murriel Page       | 1975 | 188  | 72   |
| 11 | Brasile (bandiera)     | C     | Alessandra         | 1973 | 196  | 82   |
| 12 | Stati Uniti (bandiera) | A     | Valerie Still      | 1961 | 185  | 70   |
| 12 | Australia (bandiera)   | C     | Jenny Whittle      | 1973 | 196  | 80   |
| 13 | Stati Uniti (bandiera) | G     | Rita Williams      | 1976 | 168  | 61   |
| 15 | Stati Uniti (bandiera) | G     | Nikki McCray       | 1971 | 180  | 72   |
| 16 | Ungheria (bandiera)    | G     | Andrea Nagy        | 1971 | 170  | 67   |
| 23 | Stati Uniti (bandiera) | G     | Chamique Holdsclaw | 1977 | 188  | 76   |
| 24 | Stati Uniti (bandiera) | G     | Penny Moore        | 1969 | 183  | 61   |
| 32 | Stati Uniti (bandiera) | G     | Markita Aldridge   | 1973 | 180  | 69   |
| 44 | Stati Uniti (bandiera) | A     | Heather Owen       | 1976 | 196  | 96   |

## Staff tecnico
- Allenatore: Nancy Darsch
- Vice-allenatori: Melissa McFerrin, Jenny Boucek